# Diode Zener
Diode Zener còn gọi là (diode ổn áp) có kí hiệu là (D), là một loại diode bán dẫn làm việc ở chế độ phân cực ngược trên vùng điện áp đánh thủng (breakdown). Điện áp này còn gọi là điện áp Zener hay "tuyết lở" (avalanche). Khi đó giá trị điện áp ít thay đổi hơn.
Nó được chế tạo sao cho khi phân cực ngược thì Diode Zener sẽ ghim một mức điện áp gần cố định bằng giá trị ghi trên Diode, làm ổn áp cho mạch điện.

## Nguyên lý hoạt động của Diode Zener
Diode Zener, còn gọi là "diode đánh thủng" hay diode ổn áp: là loại diode được chế tạo tối ưu để hoạt động tốt trong miền đánh thủng. Khi sử dụng diode này mắc ngược chiều lại, nếu điện áp tại mạch lớn hơn điện áp định mức của diode thì diode sẽ cho dòng điện đi qua.
Khi được phân cực thuận diode Zener hoạt động giống diode bình thường. Khi được phân cực nghịch, lúc đầu chỉ có dòng điện thật nhỏ qua diode. Nhưng nếu điện áp nghịch tăng đến một giá trị thích ứng: Vngược = Vz (Vz: điện áp Zener) thì dòng qua diode tăng mạnh, nhưng hiệu điện thế giữa hai đầu diode hầu như không thay đổi, gọi là hiệu thế Zener.

Đặc tuyến V-A của diode Zener có điện áp đánh thủng 17 volts. Tỷ lệ biểu diễn thay đổi ở phân cực thuận và ngược

Sự phụ thuộc nhiệt độ tiếp điểm vào điện áp Zener

## Các đặc trưng hoạt động
Diode Zener có đặc tuyến volt-ampe giống diode thường nhưng có thêm vùng làm việc ở vùng đặc tuyến ngược với hiệu ứng đánh thủng.

## Ứng dụng

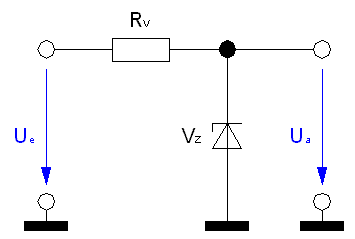
Diode Zener hạn chế mức điện áp / cấp điện áp mốc.
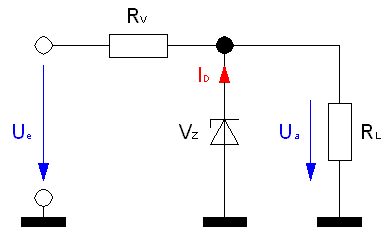
Diode Zener ổn áp kiểu song song.
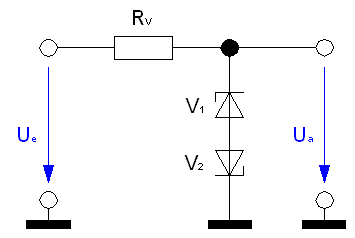
Cặp diode Zener cắt đỉnh tín hiệu xoay chiều

Thông thường diode Zener công suất nhỏ được dùng để cấp điện áp mốc (ổn áp) hoặc hạn chế mức điện áp cho mạch điện.
Diode Zener công suất lớn được dùng trong mạch ổn áp kiểu song song, tuy nhiên vì tổn hao điện và mức nhiệt phát ra nhiều trên diode và điện trở chặn, nên mạch này ít được sử dụng.
Cặp diode Zener đấu đối nhau sẽ tạo ra mạch cắt đỉnh tín hiệu xoay chiều, dùng khi cần tạo dạng (Waveform clipper) hoặc hạn chế mức điện áp, như ở ngõ vào các khuếch đại.